# Historique du parcours européen du Royal Evere White Star Hockey Club
Le Royal Evere White Star Hockey Club est un club de hockey sur gazon belge présent à Evere depuis 1998.
Depuis sa fondation en 1921, le Royal Evere White Star Hockey Club a participé à dix coupes d'Europe en salle (trois victoires en 1993, 2001 et 2006). Le White Star a aussi participé à trois Coupe d'Europe des vainqueurs de coupe et une Coupe d'Europe des clubs champions.

## Résultats saison par saison
Les matches sont présentés par décennie.

## Bilan par compétitions
| Compétition                                    | Participations | Matchs joués | Victoires | Matchs nuls | Défaites | Buts pour | Buts contre | Meilleure performance  |
| ---------------------------------------------- | -------------- | ------------ | --------- | ----------- | -------- | --------- | ----------- | ---------------------- |
| Eurohockey Club Champions Trophy (M)           | 1              | 4            | 2         | 1           | 1        | 11        | 7           | 4e (1997)              |
| EuroHockey Cup Winners Cup (M)                 | 3              | 12           | 4         | 1           | 7        | 25        | 43          | 3e (1992)              |
| EuroHockey Indoor Club Champions Cup (M)       | 1              | 4            | 1         | 0           | 3        | 20        | 28          | 8e (1994)              |
| EuroHockey Indoor Club Champions Trophy (M)    | 7              | 29           | 11        | 2           | 16       | 124       | 149         | Vainqueur (1993)       |
| EuroHockey Indoor Club Champions Challenge (M) | 2              | 10           | 9         | 1           | 0        | 98        | 27          | Vainqueur (2001, 2006) |
| EuroHockey Indoor Club Champions Challenge (W) | 1              | 5            | 4         | 0           | 1        | 26        | 6           | 2e (2013)              |
| Total compétitions EHF                         | 15             | 64           | 31        | 5           | 28       | 304       | 260         | 3 trophées EHF         |

Mise à jour le 16 avril 2013.